# Lej en familie A/S
|  | Denne artikel er oprettet af botten PalnaBot ud fra en ekstern database. Den kan derfor have sproglige fejl eller mangler. Denne skabelon kan fjernes efter kontrol af indholdet. |

Lej en familie A/S er en dokumentarfilm fra 2012 instrueret af Kaspar Astrup Schröder efter manuskript af Kaspar Astrup Schröder.

## Handling
Dette er den unikke og uforudsigelige historie om Ryuichi Ichinokawa og hans usædvanlige liv. På overfladen virker Ryuichi til at være en almindelig japansk mand. Han er 44 år gammel, gift og far til to drenge. Ichinokawa familien lever tilsyneladende et ganske normalt familieliv. Hver dag tager Ryuichi til sit arbejde på posthuset. Men Ryuichi har en hemmelig side som få ved af, ikke engang hans familie kender den. Han har nemlig et andet arbejde ved siden af sit job på posthuset. Et arbejde som er alt andet end almindeligt. Ryuichi ejer et selskab som hedder Hagemashi Tai, et af Japans mest ejendommelige selskaber.